# حکمت حسنوف
حکمت حسنوف (انگلیسی: Hikmat Hasanov؛ زادهٔ ۹ اکتبر ۱۹۷۵) سرلشکر نیروهای مسلح جمهوری آذربایجان است، که از ماه دسامبر سال ۲۰۱۴ فرماندهی سپاه یکم ارتش این کشور را بر عهده دارد. وی دریافت کننده نشان برای خدمت به میهن درجه سه می‌باشد.

## زندگی‌نامه و کارنامه نظامی
حکمت حسنوف ۹ دسامبر سال ۱۹۷۵ در روستای پیراحمدلی شهرستان فضولی در آذربایجان شوروی سابق به دنیا آمد. در سال ۱۹۹۲، وارد مدرسه عالی فرماندهی ارتش در باکو شد. خدمت نظامی خود را به عنوان فرمانده دسته در یکی از واحدهای نظامی ارتش آذربایجان واقع در شهرستان ترتر آغاز نمود. سال ۱۹۹۴ بود، که یک دوره آموزشی ۶ ماهه پیاده‌نظامی در ناحیه توزلای شهر استانبول در ترکیه را پشت سر گذاشت. در سال ۲۰۰۲ به آکادمی نظامی نیروی زمینی نانجینگ، وابسته به ارتش آزادی‌بخش خلق چین پذیرفته شد. با اخذ لوح تقدیر و نشان ویژه از همان مؤسسه عالی آموزشی دانش‌آموخته شد.
در سال ۲۰۱۳ برای ادامه تحصیل راه آلمان را در پیش گرفته و یک دوره برنامه‌ریزی عملیاتی ناتو را با موفقیت گذراند و در ستاد عملیاتی ناتو به عنوان افسر تمریناتی را انجام داد. طبق فرمان الهام علی‌اف، رئیس جمهوری آذربایجان به تاریخ سال ۲۰۱۴، حکمت حسنوف به عنوان رئیس ستاد ارتش عمومی ویژه تازه تأسیس و مجدداً سازماندهی شده نخجوان منصوب شد. به دستور الهام علی‌اف، به مناسبت ۹۶- امین سالروز تأسیس ارتش جمهوری آذربایجان در تاریخ ۲۶ ژوئن سال ۲۰۱۴ حکمت حسنوف به درجه سرلشکری ارتقاء یافت.
در طی درگیری ارمنستان و جمهوری آذربایجان (۲۰۱۶)، فرماندهی و مدیریت نبردها در محورهای شهرستان‌های آغدام، ترتر و گورانبوی به عهده وی بود. در جریان جنگ ناگورنو قره‌باغ (۲۰۲۰)، حکمت حسنوف عملیات بازپس‌گیری سوقووشان را رهبری کرد، که در ۳ اکتبر سال ۲۰۲۰ با موفقیت انجام شد. ۹ دسامبر سال ۲۰۲۰، الهام علی‌اف طی حکمی از حکمت حسنوف با اعطاء نشان قره‌باغ تقدیر نمود.
وی علاوه بر زبان مادری خود- ترکی آذربایجانی- بر زبان‌های انگلیسی، روسی، ترکی استانبولی، فارسی و ارمنی مسلط است.